# Conus colombi
Espèce
Conus colombi est une espèce de mollusques gastéropodes marins de la famille des Conidae.
Comme toutes les espèces du genre Conus, ces escargots sont prédateurs et venimeux. Ils sont capables de « piquer » les humains et doivent donc être manipulés avec précaution, voire pas du tout.

## Description
La taille de la coquille varie entre 18 et 33 mm.

## Distribution
Cette espèce est présente dans la mer des Caraïbes au large de la Martinique.

## Taxonomie

### Publication originale
L'espèce Conus colombi a été décrite pour la première fois en 2012 par les malacologistes Éric Monnier (d) (1953-) et Loíc Limpalaër dans la publication intitulée « Visaya »,.

### Synonymes
- Conus (Dauciconus) colombi (Monnier & Limpalaër, 2012) · appellation alternative
- Dauciconus colombi Monnier & Limpalaër, 2012 · non accepté
- Poremskiconus colombi (Monnier & Limpalaër, 2012) · non accepté

## Identifiants taxonomiques
Chaque taxon catalogué par les bases de données biologiques et taxonomiques possède un identifiant qui permet d'établir un point de référence. Les identifiants de Conus colombi dans les principales bases sont les suivants :
CoL : XX75 - GBIF : 7699393 - NCBI : 719923 - WoRMS : 723802